# Cantone di Rosans
Il Cantone di Rosans era una divisione amministrativa dell'arrondissement di Gap.
A seguito della riforma approvata con decreto del 20 febbraio 2014, che ha avuto attuazione dopo le elezioni dipartimentali del 2015, è stato soppresso.

## Composizione
Comprendeva i comuni di:
- Bruis
- Chanousse
- Montjay
- Moydans
- Ribeyret
- Rosans
- Saint-André-de-Rosans
- Sainte-Marie
- Sorbiers